# Ваневан
Ваневан (арм. Վանեվան) — село в Гехаркуникской области Армении. До 3 апреля 1991 года носило название Шафак (азерб. Şəfəq).

## География
Село расположено в юго-восточной части марза, на юго-восточном берегу озера Севан, при автодороге , на расстоянии 69 километров к юго-востоку от города Гавар, административного центра области. Абсолютная высота — 1940 метров над уровнем моря.
Климат
Климат характеризуется как умеренно холодный, влажный (Dfb в классификации климатов Кёппена). Среднегодовая температура воздуха составляет 6 °C. Средняя температура самого холодного месяца (января) составляет −5 °С, самого жаркого месяца (июля) — 16,9 °С. Расчётная многолетняя норма атмосферных осадков — 544 мм. Наибольшее количество осадков выпадает в мае (92 мм).

## Население
По данным «Сборника сведений о Кавказе» за 1880 год в селе Кяркибаш Новобаязетского уезда по сведениям 1873 года было 19 дворов и проживало 183 человека, в основном - азербайджанцев (указаны как «татары»), которые были шиитами.
По данным Кавказского календаря на 1912 год, в селе Кяркибаш Новобаязетского уезда проживало 315 человек, в основном азербайджанцев, указанных как «татары».
| Год переписи | Население          | Население          | Население          | Население            | Население            | Население            |
| Год переписи | Наличное население | Наличное население | Наличное население | Постоянное население | Постоянное население | Постоянное население |
| Год переписи | Всего              | Мужчины            | Женщины            | Всего                | Мужчины              | Женщины              |
| ------------ | ------------------ | ------------------ | ------------------ | -------------------- | -------------------- | -------------------- |
| 2001         | 325                | 178                | 147                | 349                  | 189                  | 160                  |
| 2011         | 335                | 177                | 158                | 367                  | 198                  | 169                  |

| Год  | Численность | Численность |
| ---- | ----------- | ----------- |
| 1873 | 183         | [ 10 ]      |
| 1897 | 301         | [ 10 ]      |
| 1926 | 174         | [ 10 ]      |
| 1939 | 315         | [ 10 ]      |
| 1959 | 431         | [ 10 ]      |
| 1970 | 635         | [ 10 ]      |
| 1979 | 725         | [ 10 ]      |
| 1989 | 357         | [ 10 ]      |
| 2001 | 349         | [ 10 ]      |
| 2011 | 367         | [ 11 ]      |